# BET Hip Hop Awards
I BET Hip Hop Awards sono una cerimonia di premiazione annuale, trasmessa e ideata da Black Entertainment Television (BET), che premia artisti, produttori e registi di videoclip di musica hip hop. La prima edizione della cerimonia si è tenuta il 12 novembre 2006 al Fox Theater di Atlanta, in Georgia.

## Edizioni
| Data             | Luogo                              | Città       | Presentatore/i                            |
| ---------------- | ---------------------------------- | ----------- | ----------------------------------------- |
| 12 novembre 2006 | Fox Theater                        | Atlanta     | Katt Williams                             |
| 13 ottobre 2007  | Atlanta Civic Center               | Atlanta     | Katt Williams                             |
| 23 ottobre 2008  | Atlanta Civic Center               | Atlanta     | T-Pain                                    |
| 10 ottobre 2009  | Atlanta Civic Center               | Atlanta     | Mike Epps                                 |
| 12 ottobre 2010  | Atlanta Civic Center               | Atlanta     | Mike Epps                                 |
| 11 ottobre 2011  | Atlanta Civic Center               | Atlanta     | Mike Epps                                 |
| 09 ottobre 2012  | Atlanta Civic Center               | Atlanta     | Mike Epps                                 |
| 15 ottobre 2013  | Atlanta Civic Center               | Atlanta     | Snoop Dogg                                |
| 14 ottobre 2014  | Atlanta Civic Center               | Atlanta     | Snoop Dogg                                |
| 09 ottobre 2015  | Atlanta Civic Center               | Atlanta     | Snoop Dogg                                |
| 04 ottobre 2016  | Cobb Energy Performing Arts Center | Atlanta     | DJ Khaled                                 |
| 06 ottobre 2017  | Miami Beach Convention Center      | Miami Beach | DJ Khaled                                 |
| 16 ottobre 2018  | Miami Beach Convention Center      | Miami Beach | DeRay Davis                               |
| 05 ottobre 2019  | Cobb Energy Performing Arts Center | Atlanta     | Lil Duval                                 |
| 27 ottobre 2020  |                                    |             | Karlous Miller, DC Young Fly e Chico Bean |

## Categorie
Premi attivi
- DJ dell'anno (DJ of the Year) (dal 2007)
- Hustler of the Year (dal 2006)
- Compositore dell'anno (Lyricist of the Year) (dal 2006)
- MVP of the Year (dal 2006)
- Produttore dell'anno (Producer of the Year) (dal 2006)
- Miglior performance live (Hot Ticket Performer) (dal 2006)
- Regista di videoclip dell'anno (Video Director of the Year) (dal 2006)
- Miglior artista hip hop emergente (Best New Hip Hop Artist) (dal 2006)
- Made-You-Look Award (Best Hip Hop Style) (dal 2009)
- Album dell'anno (Album of the Year) (dal 2006)
- Singolo dell'anno (Single of the Year) (dal 2006)
- Miglior collaborazione, duo o gruppo (Best Collaboration, Duo or Group) (dal 2006)
- Miglior video hip hop (Best Hip Hop Video) (dal 2006)
- Miglior mixtape (Best Mixtape) (dal 2011)
- Miglior verso in un featuring (Sweet 16: Best Featured Verse) (dal 2011)
- Impact Track (dal 2012)

Premi passati
- Best Club Banger (dal 2010 al 2015)
- Best Online Site (dal 2009 al 2014)
- People's Champ Award (dal 2006 al 2016)
- Best Ringtone (dal 2006 al 2008)
- Best UK Hip Hop Act (dal 2006 al 2008)

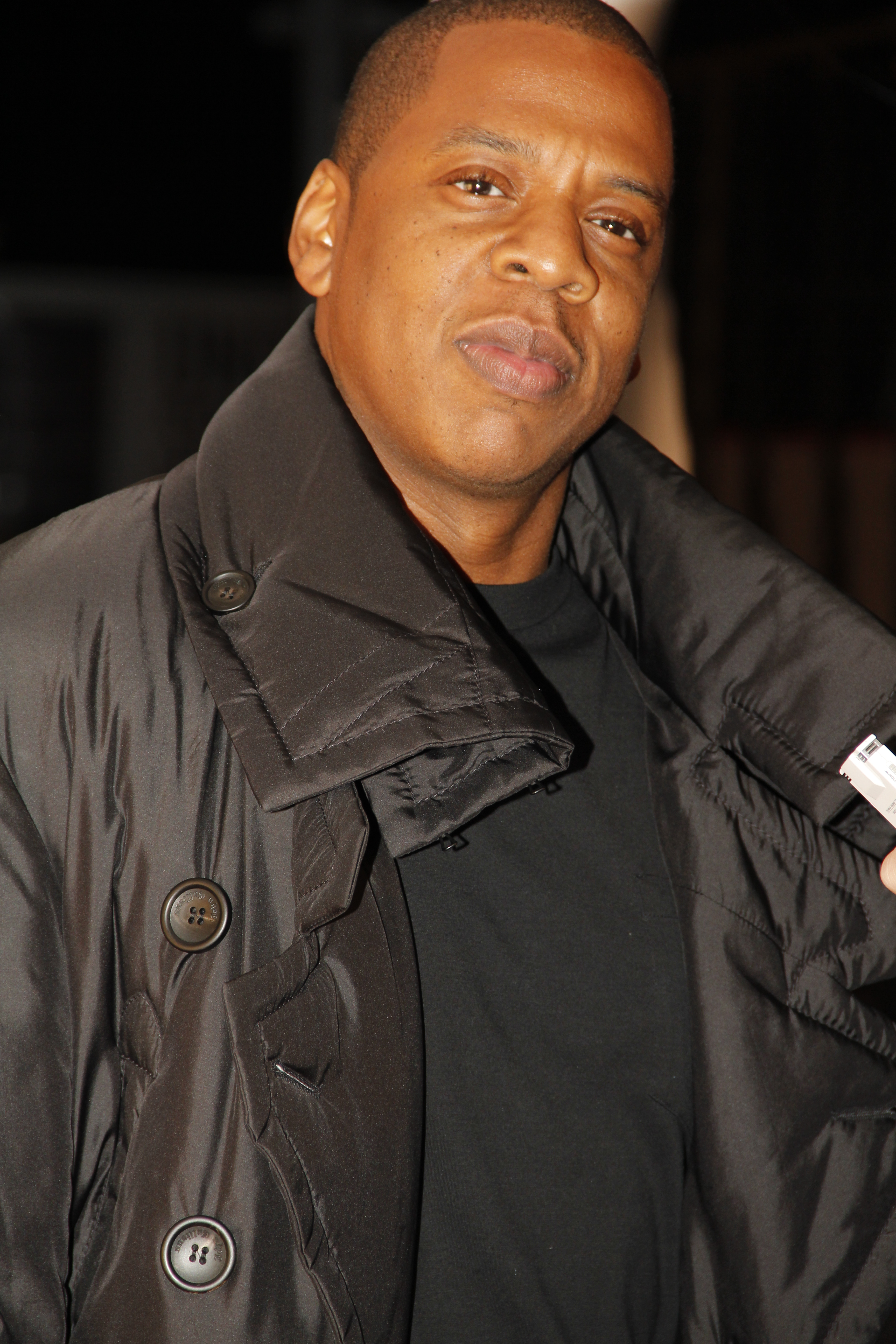
Jay-Z è l'artista con più premi vinti (22)

- Best Movie (dal 2006 al 2007)
- Best Dance (dal 2006 al 2007)

## Primati
| Artista        | N° di premi vinti |
| -------------- | ----------------- |
| Jay-Z          | 22                |
| Kendrick Lamar | 20                |
| Drake          | 20                |
| Kanye West     | 16                |
| Lil Wayne      | 16                |
| DJ Khaled      | 13                |
| Cardi B        | 11                |
| T.I.           | 11                |